# 勞力士迪通拿
勞力士宇宙計型地通拿（英語：Rolex Daytona），俗稱鋼王，是勞力士的一款機械式腕錶，具計時碼表功能，於1963年上市。迄今已有三代產品。最初一代於1963年開始銷售至1980年代。著名演員保羅·紐曼自1972年開始至2008年去世為止每天都佩戴勞力士迪通拿，使得他成為這款腕錶的象徵。2000年，勞力士迪通拿推出了第三代產品。

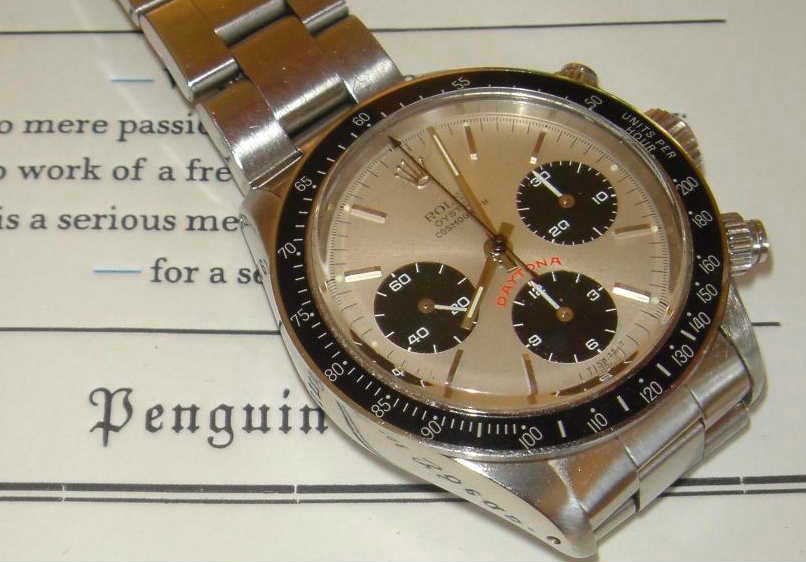
Model number 6263 stainless steel white dial Rolex Daytona.

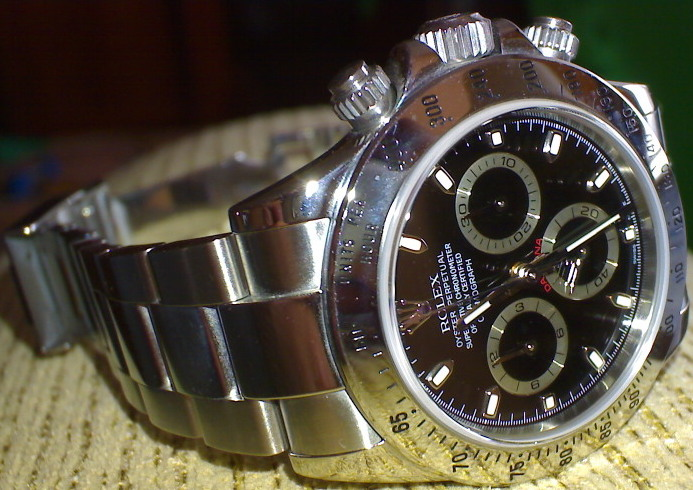
Model number 116520 stainless steel black dial Rolex Daytona.

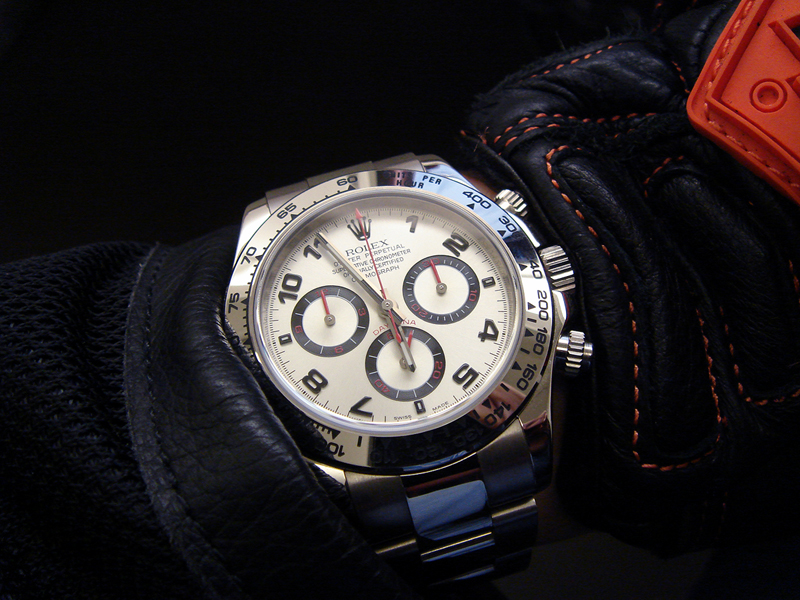
Model number 116509 white gold silver dial Rolex Daytona.

## 外部連結
- Official Rolex website
- Key Rolex Daytona dates
- https://web.archive.org/web/20180430181828/http://loverolexjapan.com/daytona.html